# علی محمدی سیرت

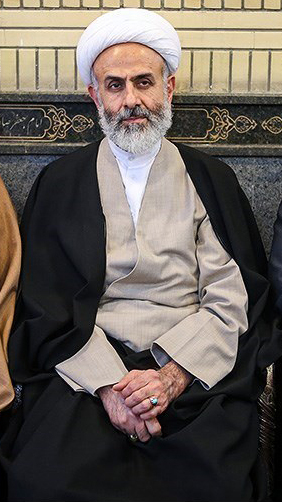
محمدی سیرت در مراسم ترحیم مادر سردار حسین سلامی

علی محمدی سیرت با نام قبلی محرم امیر آبادی (زاده ۱۳۳۹ در اراک)، سرپرست و رئیس سابق سازمان اوقاف و امور خیریه کل کشور ، دانشگاه علوم و معارف قرآن کریم و نماینده ولی فقیه است. او همچنین سرپرست پیشین مدرسه عالی فقه تخصصی، یکی از مدارس چهارگانه مجتمع آموزش عالی فقه است.

## سوابق علمی و تحصیلی
علی محمدی در شهریور ۱۳۵۱، وارد حوزه علمیه قم شد و در آنجا سطوح تحصیلی مقدماتی خود را نزد افرادی چون: معصومی، رضوانی، قائمی، بیگدلی، علمی، نکونام، سید محمود طالقانی و شسلیمی گذراند و دروس سطح نزد افرادی مانند: استادی، صلواتی، ستوده، مقتدایی، محقق، وجدانی، فاضل لنکرانی، سید ابوالفضل موسوی تبریزی و فاضل هرندی طی کرد. او همچنین دروس فلسفه و کلام و علوم قرآنی در افرادی چون: محمدتقی مصباح یزدی، مظاهری، دکتر احمدی و فیاضی آموخت. دروس خارج فقه و اصول را نیز نزد افرادی چون: فاضل لنکرانی، حسین وحید خراسانی، مجتبی تهرانی و سید علی خامنه‌ای فرا گرفت.

## تحصیلات
علی محمدی، دارای دکترای رشته معارف و علوم سیاسی مؤسسه آموزشی امام خمینی (تهیه رساله و دفاع) است و بیش از ۱۰ سال سابقه تدریس در دانشکده علوم و دانشکده فنی دانشگاه تهران، دانشسرای عالی علوم، استان مرکزی، دانشکده علوم قضایی، دانشکده تربیت معلم و مراکز آموزشی سپاه دارد.

## سوابق اجرایی
- رئیس سازمان اوقاف و امور خیریه
- مسئول بسیج استان مرکزی در دوران دفاع مقدس
- مسئول نمایندگی ولی فقیه در سپاه استان مرکزی
- مسئول نمایندگی ولی فقیه در ستاد مشترک سپاه
- مسئول نمایندگی ولی فقیه در سازمان حفاظت اطلاعات سپاه
- مسئول نمایندگی ولی فقیه در نیروی زمینی سپاه
- مسئول نمایندگی ولی فقیه در نیروی مقاومت بسیج سپاه
- ریاست دانشگاه علوم و معارف قرآن کریم قم
- مسئول دفتر تأیید شرعی ضوابط نمایندگی ولی فقیه در سپاه
- مسئول نمایندگی ولی فقیه در نیروی قدس سپاه

## سوابق اجتماعی
- عضو شورای سیاست گذاری امور مساجد
- عضو هیئت نظارت و بازرسی بر انتخابات شورای نگهبان استان تهران
- عضو هیئت مؤسس و هیئت امناء روحانیون رزمنده پیرو ولایت[۳]